# Congres van de Brusselse Vlamingen
Het Congres van de Brusselse Vlamingen was een vergadering van de Nederlandstalige Brusselaars (1975-1985) ter voorbereiding van de oprichting van het Brussels Hoofdstedelijk Gewest in 1989. Er vonden drie congressen plaats: in 1975, in 1980 ('Samen Brussel Bouwen') en in 1985 ('Brussel in beweging'). In 1994 werd nog een vierde Congres gehouden.